# رئيس زيمبابوي
رئيس زيمبابوي هو المنصب الأعلى في جمهورية زيمبابوي منذ استقلالها عن المملكة المتحدة. كان كنعان سوديندو بانانا أول رئيس للبلاد خلفه روبرت موغابي، الدستور الزيمبابوي الذي استفتي عليه عام 2013 سمح للرئيس بفترتي حكم فقط مدة كل واحدة خمس سنة بدون أثر رجعي على فترات الحكم السابقة. فاز روبرت موغابي بانتخابات عام 2013 بنسبة 61% رغم التشكيك بنزاهتها.، و في نوفمبر عام 2017 نفذ الجيش انقلاباً عسكرياً على الحكومة ليتم تعيين إيمرسون منانغاغوا الملقب "بالتمساح"رئيساً للبلاد.

## قائمة رؤساء زيمبابوي
| # | الصورة | الاسم (الولادة–الوفاة)                  | الانتخابات                 | استلام المنصب       | مغادرة المنصب       | المدة              | الحزب السياسي                                       |
| - | ------ | --------------------------------------- | -------------------------- | ------------------- | ------------------- | ------------------ | --------------------------------------------------- |
| 1 |        | كنعان سوديندو بانانا (1936–2003)        | –                          | 18 نيسان 1980       | 31 كانون الأول 1987 | 7 سنوات و257 أيام  | الاتحاد الوطني الأفريقي الزيمبابوي - الجبهة الوطنية |
| 2 |        | روبرت موغابي (1924–2019)                | 1990 1996 ‏ 2002 ‏ 2008 2013 | 31 كانون الأول 1987 | 21 تشرين الأول 2017 | 29 سنوات و325 أيام | الاتحاد الوطني الأفريقي الزيمبابوي - الجبهة الوطنية |
| - |        | فيليكيزيلا مفوكو (مواليد 1940) بالوكالة | –                          | 21 نوفمبر 2017      | 24 نوفمبر 2017      | 3 أيام             | الاتحاد الوطني الأفريقي الزيمبابوي - الجبهة الوطنية |
| 3 |        | إمرسون منانغاغوا (1942-)                | 2018 2023                  | 24 تشرين الأول 2017 | في المنصب           | 7 سنوات و120 أيام  | الاتحاد الوطني الأفريقي الزيمبابوي - الجبهة الوطنية |